# Johnny Knoxville

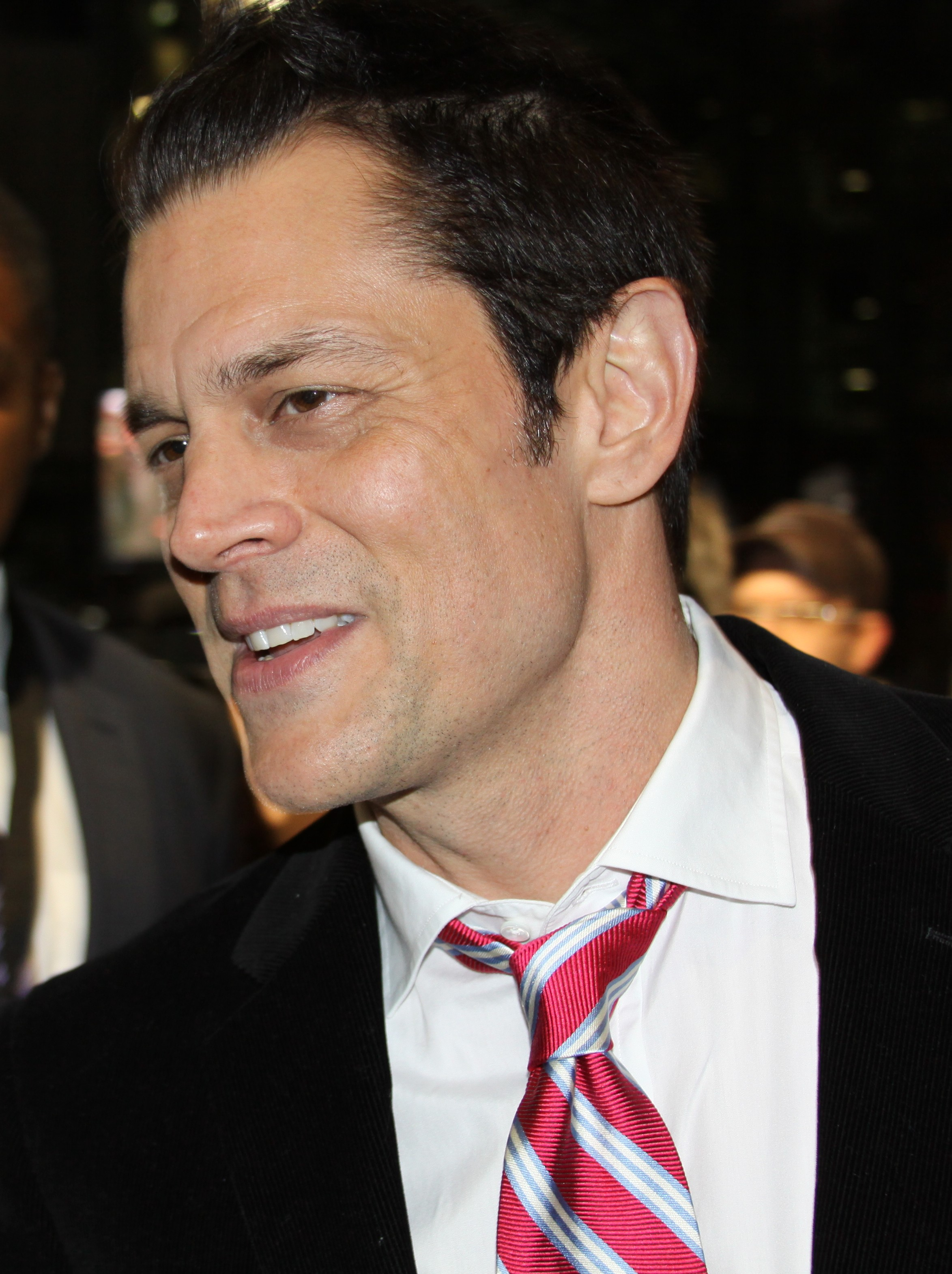
Johnny Knoxville bei der Premiere von Jackass 3D (2010)

Johnny Knoxville (* 11. März 1971 als Philip John Clapp Jr. in Knoxville, Tennessee) ist ein US-amerikanischer Schauspieler, Filmproduzent und Stuntman. Er wurde durch die Reality-Comedy-Serie Jackass und deren Filmableger bekannt.

## Karriere
Die MTV-Serie Jackass lief von 2000 bis 2002 und zeigte die Darsteller bei der Ausführung von Stunts. Des Weiteren wirkte Knoxville in einigen Folgen der MTV-Serie Wildboyz an der Seite seiner Kollegen Chris Pontius und Steve-O sowie in Viva La Bam mit. Zudem hatte er Gastauftritte in Nitro Circus.
Im Januar 2009 wurde Knoxville mit einer Granate im Gepäck auf dem Flughafen von Los Angeles festgenommen. Er wurde zunächst verhört, allerdings stellte sich heraus, dass es sich um eine Filmrequisite handelte. Im Februar 2009 erklärte er in der Howard Stern Show, dass er sich bei einem Stunt für Nitro Circus einen Riss der Harnröhre zugezogen habe.
In einem Interview mit dem Rolling Stone aus dem Jahr 2014 sagte Knoxville, dass er wisse, dass er kein allzu guter Schauspieler sei und „demnächst“ Schauspielunterricht nehme.
Knoxvilles Film Action Point (2018) nannte Kinokritiker Hans Gerhold „ein menschenverachtendes Machwerk“, das „für die filmische Mülltonne bestimmt“ sei.

## Privatleben
2006 trennte sich seine Frau Melanie Lynn Clapp, mit der er eine Tochter hat, von ihm. Die Ehe wurde 2009 geschieden. Am 20. Dezember 2009 wurde Knoxvilles Sohn, den er zusammen mit Naomi Nelson hat, geboren. Knoxville und Nelson heirateten am 24. September 2010. Am 6. Oktober 2011 bekam das Paar eine Tochter.

## Filmografie (Auswahl)
- 2000–2002: Jackass (Fernsehserie)
- 2000: Coyote Ugly
- 2001: Life Without Dick
- 2002: Men in Black II
- 2002: Jede Menge Ärger (Big Trouble)
- 2002: Deuces Wild – Wild in den Straßen (Deuces Wild)
- 2002: Jackass: The Movie
- 2003: Grand Theft Parsons
- 2004: Dogtown Boys (Lords of Dogtown)
- 2004: Walking Tall – Auf eigene Faust (Walking Tall)
- 2004: A Dirty Shame
- 2005: Ein Duke kommt selten allein (The Dukes of Hazzard)
- 2005: Voll verarscht – Dabei sein ist alles (The Ringer)
- 2005: Daltry Calhoun
- 2006: Jackass: Nummer Zwei (Jackass Number Two)
- 2007: Jackass 2.5
- 2008: Wild Boyz (Fernsehserie)
- 2009: Nitro Circus (Fernsehserie)
- 2010: Jackass 3D
- 2010: The Dudesons in America (Fernsehserie)
- 2010: Selfmade-Dad – Not macht erfinderisch (Father of Invention)
- 2011: Jackass 3.5
- 2012: Small Apartments
- 2012: Fun Size – Süßes oder Saures (Fun Size)
- 2012: Die Natur ruft! (Nature Calls)
- 2013: The Last Stand
- 2013: Movie 43
- 2013: Jackass: Bad Grandpa (Jackass Presents: Bad Grandpa)
- 2014: Teenage Mutant Ninja Turtles (Stimme)
- 2016: Skiptrace
- 2016: Elvis & Nixon
- 2018: Action Point
- 2019: Polar
- 2019: Above Suspicion
- 2019: We Summon the Darkness
- 2020: Mainstream
- 2022: Jackass Forever
- 2022: Jackass 4.5
- 2022: Reboot (Fernsehserie, 8 Folgen)
- 2022: The Orville (Fernsehserie, Folge 3x06)
- 2023: Die verrückte Geschichte der Welt, Teil II (History of the World, Part II, Fernsehserie, 3 Folgen)
- 2023: Agent Elvis (Fernsehserie, 10 Folgen, Stimme)
- 2024: Sweet Dreams
- 2024: The Luckiest Man in America